# Jean-François-Charles Dufay
Pour les articles homonymes, voir Dufay.
Jean-François-Charles Dufay, né le 24 juin 1815 à Blois et mort le 6 juin 1898 à Blois, est un homme politique français.

## Biographie
Né à Blois, il étudie au collège de la ville.
Après avoir obtenu son doctorat de médecine à Paris en 1845, il devint médecin des prisons (1849-1871), président de l'Association médicale de Loir-et-Cher (1864), vice-président de l'Association générale des médecins de France, membre de la Commission de surveillance de l'asile départemental d'aliénés, membre de la Société d'anthropologie de Paris, de la Société de psychologie physiologique, de l'Association française pour l'avancement des sciences et membre de diverses sociétés de médecine. Les services qu'il avait rendus à Blois pendant le choléra de 1849 lui avaient valu une médaille d'argent du ministère de l'Intérieur.
Le 8 février 1871, il posa sans succès sa candidature aux élections pour l'Assemblée nationale dans le département de Loir-et-Cher. Aux élections complémentaires du 2 juillet suivant, pour remplacer Thiers, qui avait opté pour la Seine, il fut élu député de Loir-et-Cher. Il prit place à la gauche républicaine, et vota pour le retour du parlement à Paris, contre le pouvoir constituant de l'Assemblée, contre la démission de Thiers, contre la circulaire Pascal, contre l'arrête sur les enterrements civils, contre le septennat, contre le maintien de l'état de siège, contre le ministère de Broglie, pour la dissolution de la Chambre, pour l'amendement Wallon, pour l'amendement Pascal-Duprat, pour les lois constitutionnelles.
Candidat sénatorial dans son département aux élections du 30 janvier 1876, il échoua, et, le 20 février suivant, fut élu député dans la 1re circonscription de Blois. Il reprit sa place à gauche, vota contre le ministère de Broglie et fut des 363. Après la dissolution de la Chambre, il fut réélu, le 14 octobre 1877. Il soutint les ministères républicains qui par Vincent alors au pouvoir, et, le 5 janvier 1879, fut élu sénateur de Loir-et-Cher. Il siégea à la gauche de la Chambre haute et fut réélu sénateur.
Dufay était conseiller général du canton ouest de Blois.

## Sources
- « Jean-François-Charles Dufay », dans Adolphe Robert et Gaston Cougny, Dictionnaire des parlementaires français, Edgar Bourloton, 1889-1891 [détail de l’édition]